# La Voisin

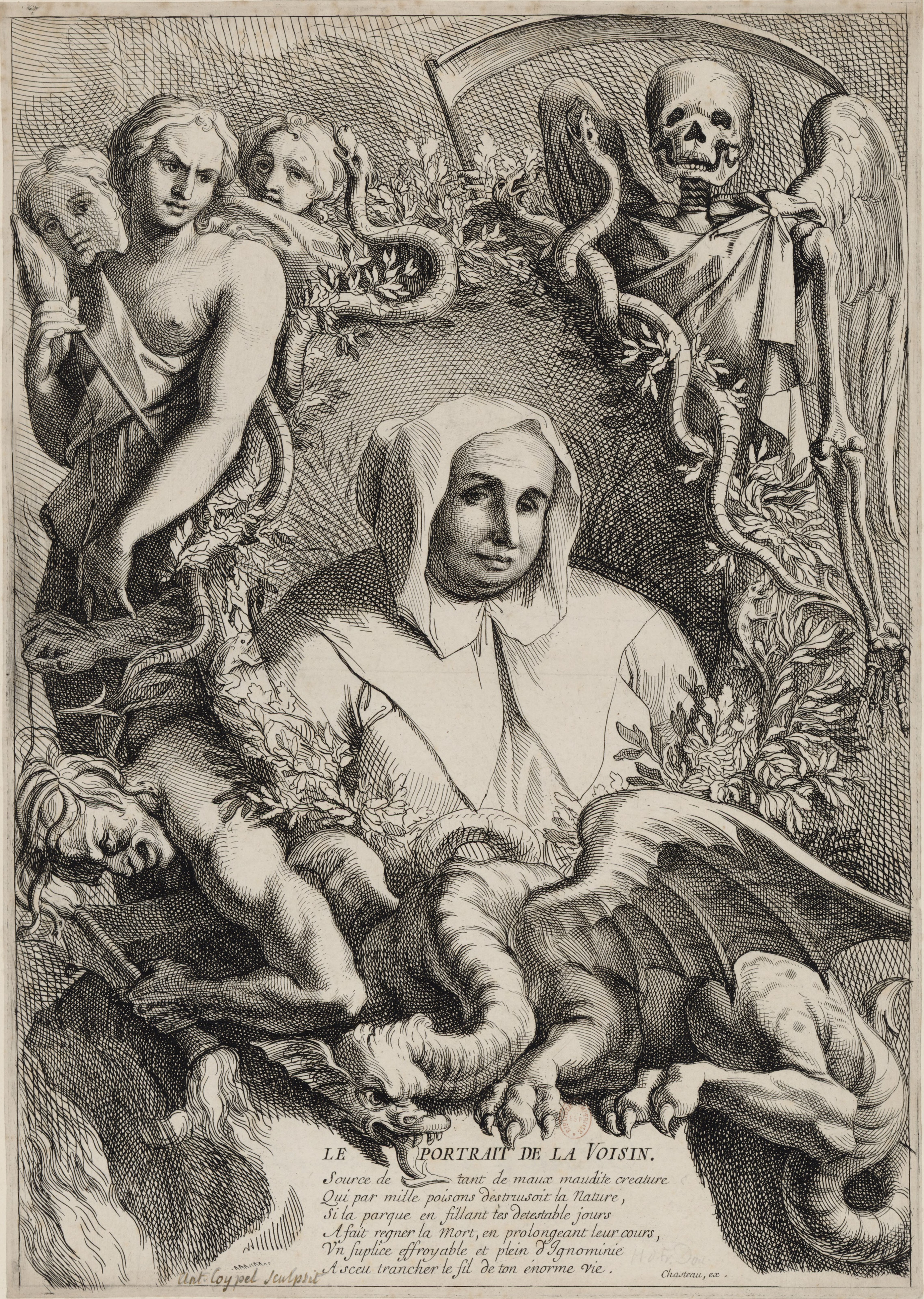
La Voisin

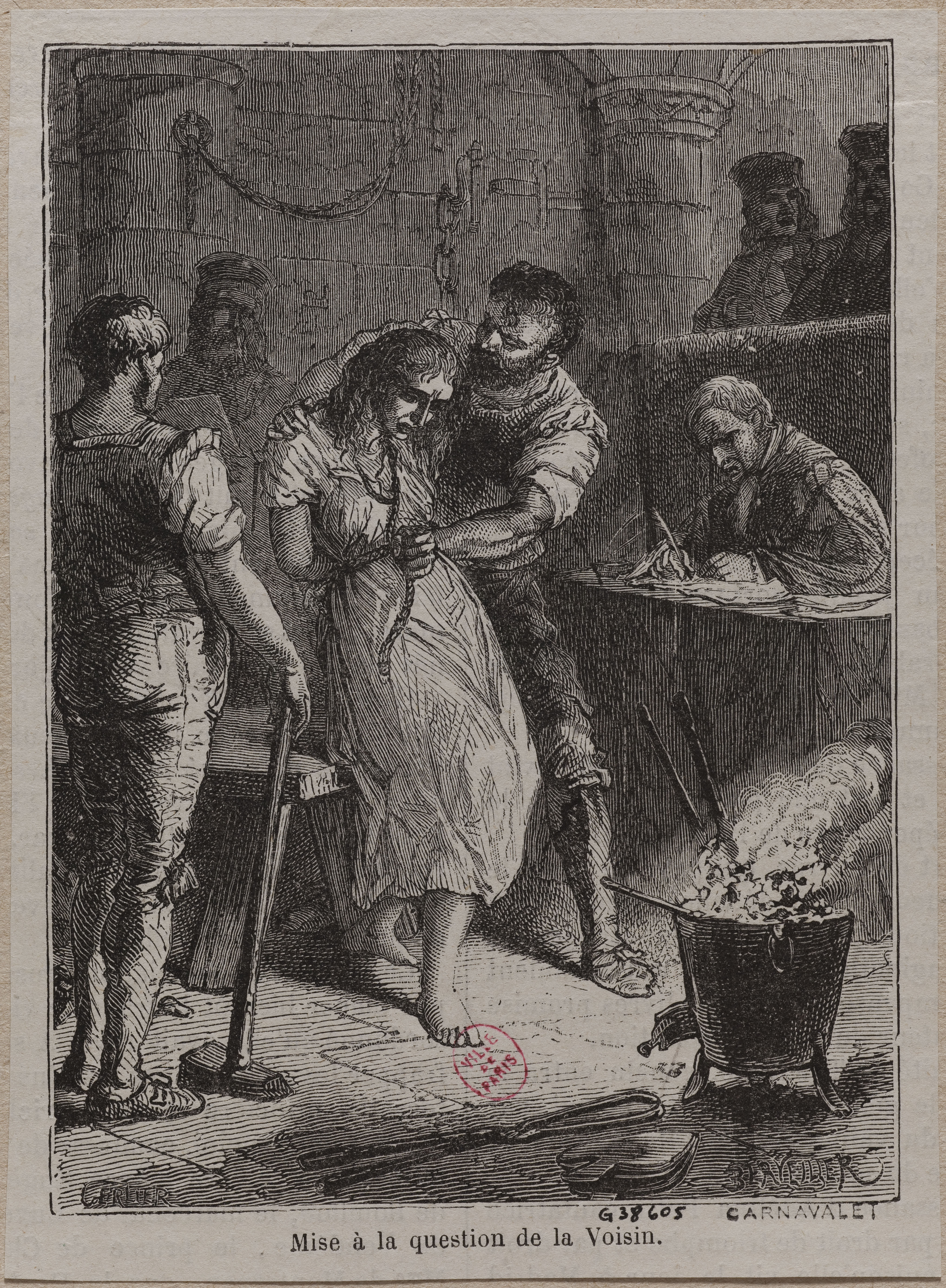
Mise à la question de la Voisin. G.38605(2)

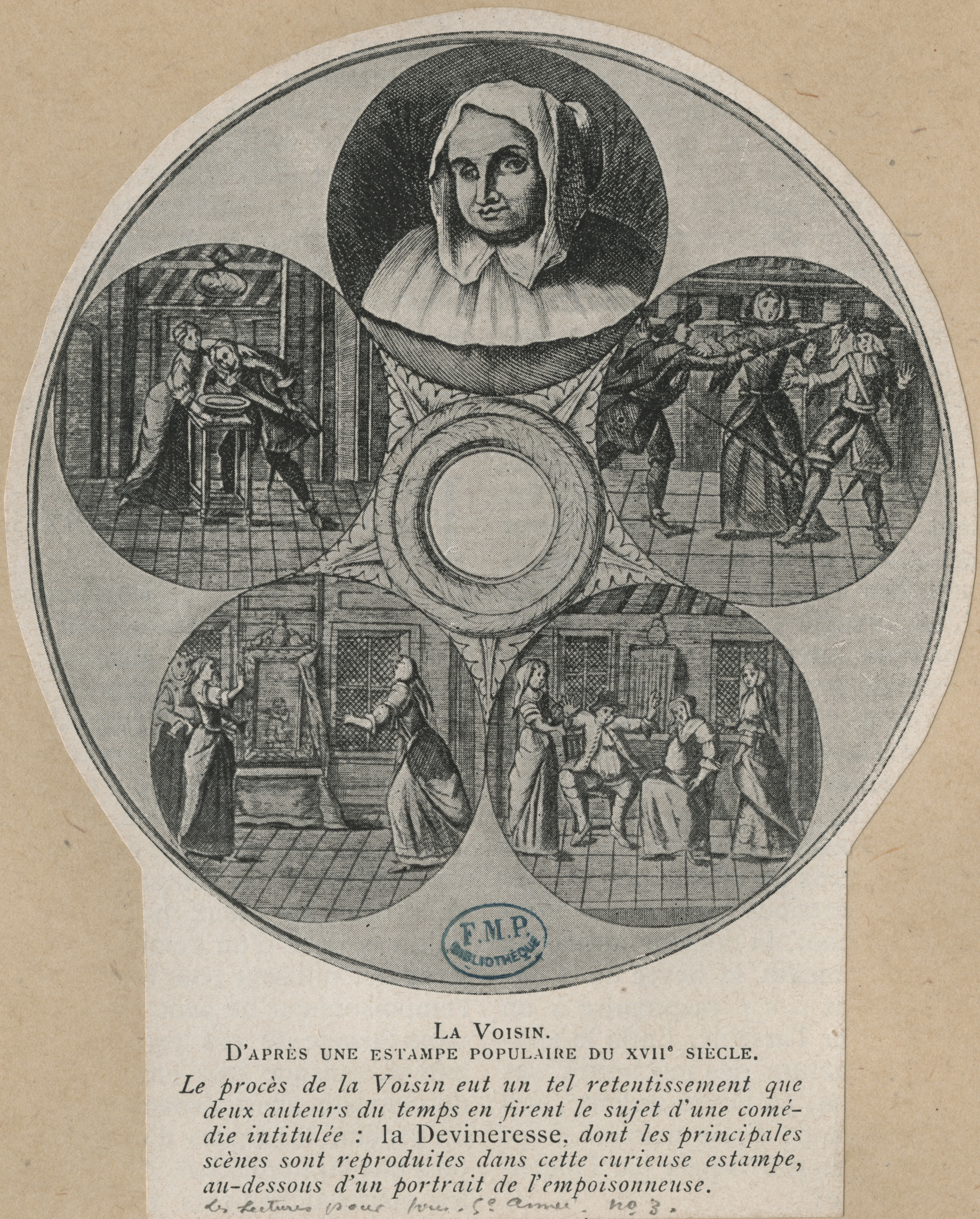
La Voisin CIPA0896

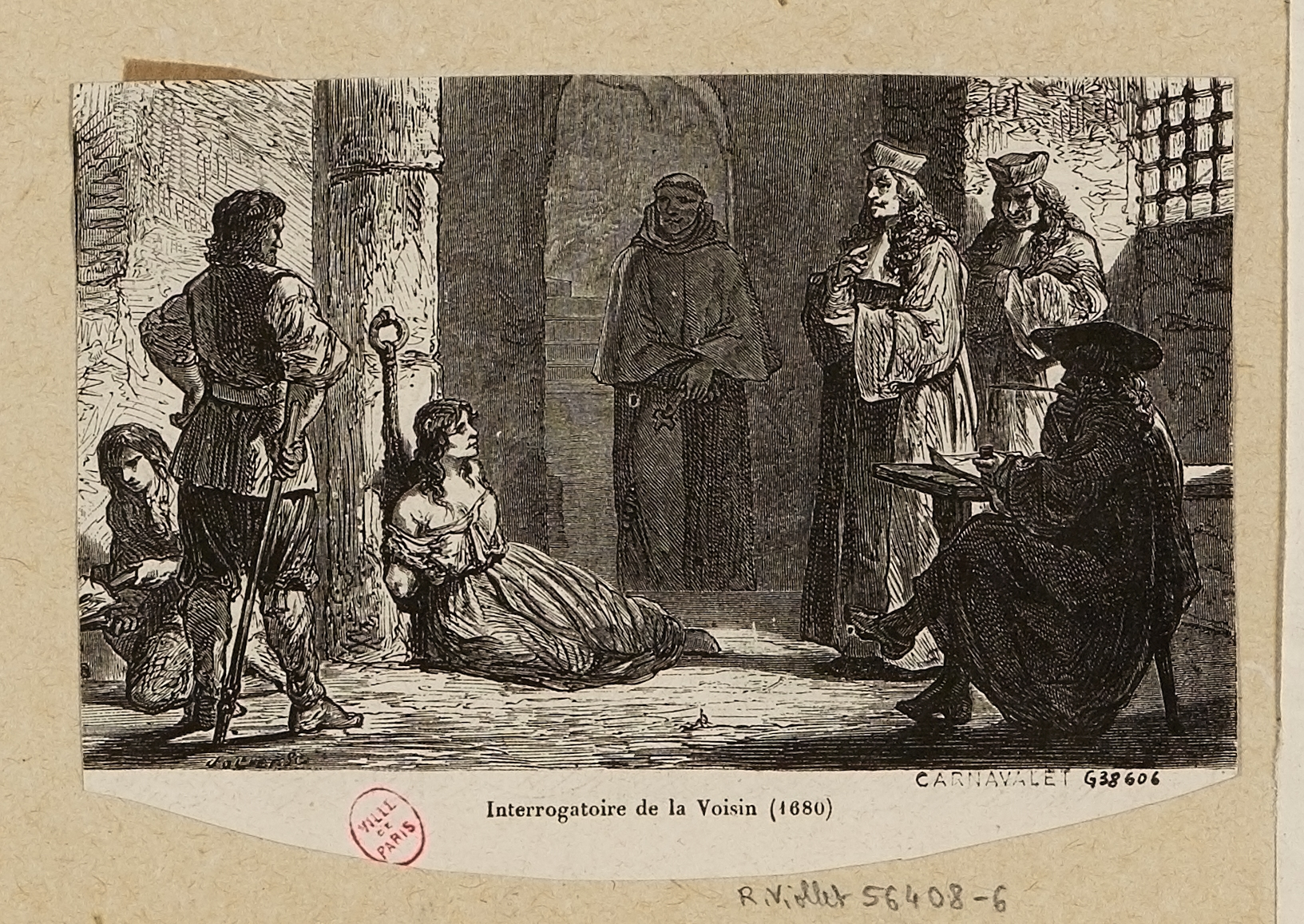
Interrogatoire de la Voisin (1680), G.38606

Catherine Monvoisin eller Montvoisin, känd som La Voisin, född Deshayes cirka 1640, död 22 februari 1680 i Paris, var en fransk barnmorska, spåkvinna och giftblandare under Ludvig XIV:s tid. Hon var ledaren för en kriminell organisation av spåkvinnor som erbjöd magiska konster, aborter, afrodisiaka och gifter, och blev centralfiguren i den berömda Giftmordsaffären.

## Biografi
La Voisin var gift med Antoine Monvoisin, tidigare juvelerare med en butik vid Pont-Marie i Paris. 
Efter att maken blivit ruinerad, hade La Voisin själv blivit familjeförsörjare genom att börja ta emot kunder som spåkvinna. Hon uttryckte det som att hon hade utvecklat de gåvor som Gud hade givit henne. Hon praktiserade medicin och utförde aborter i sin egenskap av barnmorska. 
Hon intresserade sig för alkemi och finansierade en mängd företag och projekt, men blev ibland utsatt för bedragare som drog nytta av hennes intresse för vetenskap. Hon ska ha lidit av alkoholism och varit inblandad i slagsmål med sin rival Marie Bosse. Hon besökte regelbundet gudstjänsten hos jansenisten abbé Louis Gorinde Saint-Amour, rektorn vid Parisuniversitetet, och hennes dotters gudmor var adelsdamen de la Roche-Guyon.     
Hon försörjde en familj på sex personer; ända fram till sin arrestering försörjde hon regelbundet sin mor. Bland hennes förhållanden är de med bödeln André Guillaume, Latour, vicomte de Cousserans, greve de Labatie, alkemisten Blessis, arkitekten Fauchet och magikern Adam Lesage kända. Lesage övertalade henne vid ett tillfälle att försöka mörda sin man.

### Spådomskonst
Redan vid nio års ålder ska hon ha lärt sig grunderna i spådomskonsten. Hon studerade kiromanti, fysionomi och förutspådde kundens framtid genom att läsa deras ansikten och fysik. 
La Voisin bodde i ett hus i Villeneuve-sur-Gravois, där hon skötte sin verksamhet. Hon tog emot kunder hela dagen, och höll sedan öppet hus med fest och violinmusik i sin trädgård under kvällen. Även aborterna utfördes i huset i ett rum på övervåningen. Huset innehöll även en brännugn för spädbarn, som sedan begravdes i trädgården. Hon besökte också sina kunder, och togs emot i tidens salonger. Hon beskrivs som psykologiskt begåvad, och lade ned mycket pengar på att skapa en trovärdig inramning för spådomarna. Bland annat klädde hon sig i en mycket dyrbar och påkostad "kejserlig" klädnad i rött sammet broderad med örnar i guld, för en kostnad av 1500 livres. 
Efter att ha varit verksam som spåkvinna en tid lade hon märke till de vanligaste önskemålen hos sina kunder. De flesta av dem ville veta när en släkting skulle dö så att de kunde komma i besittning av ett arv, eller när en make eller make skulle dö så att de kunde gifta om sig med någon annan, eller också ville de få någon att bli förälskad i sig.
År 1665 eller 1666 - hon uppgav 1679 att det var fjorton år sedan - blev hennes spådomsverksamhet ifrågasatt av missionsmunkarna från Saint Vincent de Paul, men hon försvarade dem framgångsrikt inför professorerna på Sorbonne.

### Illegal verksamhet
La Voisin utökade så småningom sin verksamhet genom att tillmötesgå vad kunderna ville se i sin framtid. Hennes första åtgärder var alltid harmlösa, så som särskilda mässor för olika helgon, men om detta inte gjorde kunden nöjd erbjöd hon andra medel. Hon erbjöd olika påstått magiska konster för att få kundernas önskan om sin framtid att slå in, bland annat svarta mässor, där kunderna fick framställa sin önskan genom att åkalla Djävulen. På en del av dessa mässor ska spädbarn ha offrats till Djävulen; en kvinna låg då naken på ett altare med en skål på sin mage, och man höll sedan barnet ovanför skålen och droppade dess blod från nacken i skålen. Hon sålde kärleksamuletter och afrodisiaka till förälskade kunder, och gift till de kunder som ville få någon död. Hon hade en mängd medarbetare, bland andra Adam Lesage, som utförde påstått magiska konster; Étienne Guibourg och abbé Mariotte, som officierade vid svarta mässor, och giftblandaren Catherine Trianon.
La Voisin hade många kunder bland Parissocieteten och hovadeln och skapade en förmögenhet på sin verksamhet. Bland hennes mest kända kunder fanns grevinnan de Soissons och hertiginnan de Bouillon, systerdöttrar till kardinal Mazarin; grevinnan de Gramont, marskalk de Luxembourg, prinsessan de Tingry, markisinnan d'Alluye, grevinnan du Roure, greve de Clermont-Lodéve, grevinnan de Polignac, hertiginnan de Vivonne, markis de Cessac, markis de Feuquieres och kungens förra älskarinna marskalkinnan de la Ferthe.

#### Samband med Madame de Montespan
La Voisins viktigaste kund var Madame de Montespan, mätress till kung Ludvig XIV, med dennas kammarjungfru Desoeillets som mellanhand. År 1667 hade Montespan ännu inte blivit mätress. Hon anlitade La Voisin för att arrangera en svart mässa, som ägde rum i ett hus i Rue de la Tannerie samma år. Vid mässan officierade Adam Lesage och prästen Mariotte, medan Montespan bad om att vinna kungens kärlek, tronföljarens vänskap, och att den dåvarande mätressen Valliere och drottningen skulle förskjutas. Samma år blev Montespan också kungens mätress, och hon anlitade sedan La Voisin så fort det uppkom problem i relationen till kungen.
1673, då kungens intresse tycktes svalna, arrangerades upprepade svarta mässor, med Etienne Guibourg som officierande präst. Vid åtminstone ett tillfälle ska Montespan själv ha fungerat som altare under ceremonin och haft rituellt samlag under mässan. La Voisin sålde också afrodisiaka till Montespan, som sedan drogade kungen med det. Under kungens förbindelse med Anne de Rohan-Chabot, använde Montespan afrodisiaka vidarebefordrade av Francoise Filastre från Louis Galet i Normandie. Under 1677 ska Montespan ha fattat beslutet att låta giftmörda kungen om han ville göra sig av med henne.
När kungen år 1679 inledde ett förhållande med Marie-Angelique Fontanges, bad Montespan La Voisin att förgifta både kungen och Fontanges. La Voisin var ovillig att tillmötesgå denna önskan, men blev till slut övertalad. Tillsammans med giftblandarna Bertrand, Romani (hennes dotters trolovade) och Catherine Trianon gjorde hon upp planen hemma hos Trianon. Trianon försökte övertala henne att avstå och gjorde en illavarslande spådom för att övertala henne, men hon vägrade att ändra sig. Gruppen beslutade då att förgifta en petition som skulle lämnas fram till honom personligen.
Den 5 mars 1679 infann sig La Voisin vid hovet i Saint-Germain för att lämna fram petitionen, men hon var tvungen att vända tillbaka eftersom petitionerna den dagen var så många att kungen inte själv tog hand om dem. Hon återvände hem, där hon strax därefter utsattes för en moralpredikan från en grupp munkar. Hon bad då sin dotter att förstöra petitionen, vilket denna också gjorde. Nästa dag stämde hon möte hos Catherine Trianon efter mässan för att förbereda nästa mordförsök på kungen.

### Giftmordsaffären
Efter avrättningen av markisinnan av Brinvilliers år 1676, och de många rykten som gick om en omfattande giftförsäljning i Paris, beslöt Parispolisen att inleda en undersökning om saken. Undersökningen hade öppnat efter att prästerna hade rapporterat till polisen om en ökande grad bekännelser om giftmord under bikt, samtidigt som ett upplopp utbröt 1676 där en folkmassa påstod att spädbarn rövades bort av häxor och dödades. Processen började med arresteringen av spåkvinnan Magdelaine de La Grange 1677, som påstod att hon hade information om flera brott av hög betydelse. Uppgifterna fick Ludvig XIV att ge polisen order att inleda en allmän undersökning om giftförsäljningen i Paris. I januari 1679 arresterades giftblandaren Marie Bosse och Marie Vigoreux, som under tortyr avgav en bekännelse om den omfattande giftförsäljningens organisation och samband med Paris spåkvinnor.
Den 12 mars 1679 arresterades La Voisin efter mässan utanför kyrkan Notre-Dame de Bonne-Nouvelle, strax innan hon skulle till sitt möte hos Catherine Trianon för att diskutera mordplanerna på kungen. Efter henne arresterades också hennes dotter, Catherine Trianon, Guibourg, Lesage, Bertrand och Romani och resten av hennes medarbetare och fängslades i Vincennes för förhör. Hennes kammarjungfru Margot uppgav att Voisins arrestering skulle medföra slutet för en mängd personer i alla samhällsställningar. Den 27 december 1679 gav Ludvig XIV order om att utrota hela organisationen och alla dess kunder med alla medel, oavsett rang, kön eller ålder på de inblandade.
La Voisin utsattes för många och långa förhör, som även inkluderade konfrontationer med övriga åtalade. Det uppges, att polisen, som var medveten om hennes alkoholism, inte begränsade hennes alkoholintag i fängelset utan tvärtom såg till att hon var berusad under förhören för att få henne att tala mer fritt. Voisin beskrev sin karriär och erkände de brott hon anklagades för. Konfrontationerna med Marie Bosse och Adam Lesage blev särskilt effektiva för att få henne att tala. Initialt uppgav hon att hon endast hade vidarebefordrat kunder som uttryckte en önskan om mord till Bosse. Den 12 september angav hon Marguerite Leferon och Francoise de Dreux - som hon omnämnt utan att avslöja namn den 20 resp. 22 mars - och den 10 oktober en rad personer ur hovet för att ha beställt giftmord eller magiska konster av henne.
Voisin nämnde dock aldrig sin förbindelse med Montespan, och inte heller att hon hade arrangerat svarta mässor och offer till Djävulen. Hon ska ha sagt i fängelset att hon var allra mest rädd för att bli tillfrågad om sina besök vid hovet. Orsaken till hennes vägran att namnge Montespan som kund var troligen att hon var rädd för att mordförsöket på kungen skulle avslöjas, vilket skulle få henne avrättad enligt straffet för kungamördare.

#### Efterspel
Den 17 februari 1680 ställdes hon slutligen inför rätta, och den 19 februari dömdes hon till att brännas levande. Dagarna före sin avrättning utsattes hon för förhör som åtminstone formellt inkluderade tortyr. La Reynie uppger att Voisin i realiteten inte blev torterad, eller endast så lite att det knappast kunde räknas. Ett tortyrtillstånd utfärdades, men samtidigt kom signaler till polisen om att tillståndet inte skulle användas. Enligt Madame de Sevigne var Voisin den 21 februari så rörlig och frisk att hon inte kan ha blivit torterad särskilt hårt. Enligt de officiella dokumenten av hennes förhör uppges dock att hon torterades tillräckligt hårt för att be om nåd. Förhören under tortyr avslöjade i vilket fall inte mycket nytt. Hon erkände att hon hade utfört aborter och även att hon hade utfört vissa giftmord.
La Voisin avrättades genom bränning på bål på Place de Grève i Paris den 22 februari 1680. Hon ska under sin väg till avrättningen ha knuffat undan prästen, och på bålet desperat ha knuffat ned de höbalar som travats upp omkring henne.
Hennes fullständiga kundlista, förbindelse med Montespan och planerade mordförsök på kungen, samt de svarta mässorna, blev inte avslöjade förrän genom hennes dotter Marguerite Monvoisins bekännelse i juli-augusti senare samma år, något som gjorde att Giftmordsaffären stängdes och hemligstämplades av kungen.

## Fiktion
La Voisin och hennes organisation skildras i romanen Den mörka spegeln av Judith Merkle Riley.